# Shannon Cole
Shannon Michael Cole (* 4. August 1985 in Sydney) ist ein ehemaliger australischer Fußballspieler.

## Karriere
Cole spielte lange Zeit auf Amateurebene, unter anderem in Neuseeland bei Waitakere United und 19-jährig an einem College in Michigan, USA. Des Weiteren hatte er ein einmonatiges Probetraining beim englischen Klub Doncaster Rovers und war auch bei Maccabi Netanja in Israel.
2007 wechselte er innerhalb der NSW Premier League, der höchsten Spielklasse des Bundesstaates New South Wales, von den Parramatta Eagles zum Ligakonkurrenten Sydney Olympic und spielte dort zwei Jahre. 2008 nahm ihn der A-League-Klub Sydney FC unter Vertrag, nachdem er bereits 2007 während des Pre-season Cups zu einem Einsatz für Sydney kam. Er etablierte sich schnell als Stammspieler bei Sydney und gilt als einer der gefährlichste Eckball- und Freistoßschützen der Liga. Er ist auf den Außenverteidigerpositionen und im Mittelfeld variabel einsetzbar, was durch die begrenzten Kadergrößen wegen des Salary Caps von besonderer Bedeutung ist. In der Saison 2009/10 gewann Cole mit Sydney seinen ersten Meistertitel, im Elfmeterschießen des Finals, das mit 4:2 gegen Melbourne Victory gewonnen wurde, verschoss Cole als einziger Sydneyer Spieler seinen Elfmeter.
Im Sommer 2012 wechselte er ligaintern zum neu gegründeten Verein Western Sydney Wanderers. Dort gewann Cole 2014 die AFC Champions League im Finale gegen al-Hilal aus Saudi-Arabien mit 1:0 und 0:0. Mit drei Treffern in dreizehn Partien war er dabei maßgeblich am Erfolg des Klubs beteiligt. Bei der anschließenden FIFA-Klub-Weltmeisterschaft in Marokko kam er im Viertelfinalspiel gegen CD Cruz Azul (1:3) zum Einsatz. Im Sommer 2017 verließ er die Wanderers wieder und schloss sich für eine Spielzeit Sydney United in der New South Wales Premier League an. Anschließend wurde sein Karriereende bekannt gegeben.

## Nationalmannschaft
Im Oktober 2008 lud Trainer Pim Verbeek Cole erstmals zur australischen Nationalmannschaft ein, wählte ihn aber nicht aus dem 35-köpfigen Aufgebot für das anschließende WM-Qualifikationsspiel gegen Katar. Sein Länderspieldebüt gab er schließlich am 3. März 2010 im entscheidenden Asienmeisterschafts-Qualifikationsspiel gegen Indonesien, als sich das australische Team durch einen 1:0-Erfolg für die Endrunde qualifizierte. Es blieb allerdings sein einziges Spiel für die Auswahl. 

## Erfolge
- Australischer Meister: 2010
- AFC-Champions-League-Sieger: 2014